# گبی
گبی (به لاتین: Gebi) یک منطقهٔ مسکونی در گرجستان است که در شهرداری اونی واقع شده‌است. گبی ۲۹۶ نفر جمعیت دارد و ۱٬۳۵۰ متر بالاتر از سطح دریا واقع شده‌است.